# Acakyra
Acakyra is een kevergeslacht uit de familie van de boktorren (Cerambycidae). De wetenschappelijke naam van het geslacht werd voor het eerst geldig gepubliceerd in 1996 door Martins & Galileo.

## Soorten
Acakyra omvat de volgende soorten:
- Acakyra iaguara Martins & Galileo, 1996
- Acakyra laterialba Martins & Galileo, 2001
- Acakyra nigrofasciata Martins & Galileo, 2001
- Acakyra ocellata Chemsak & Hovore, 2002